# Broome Street (Manhattan)

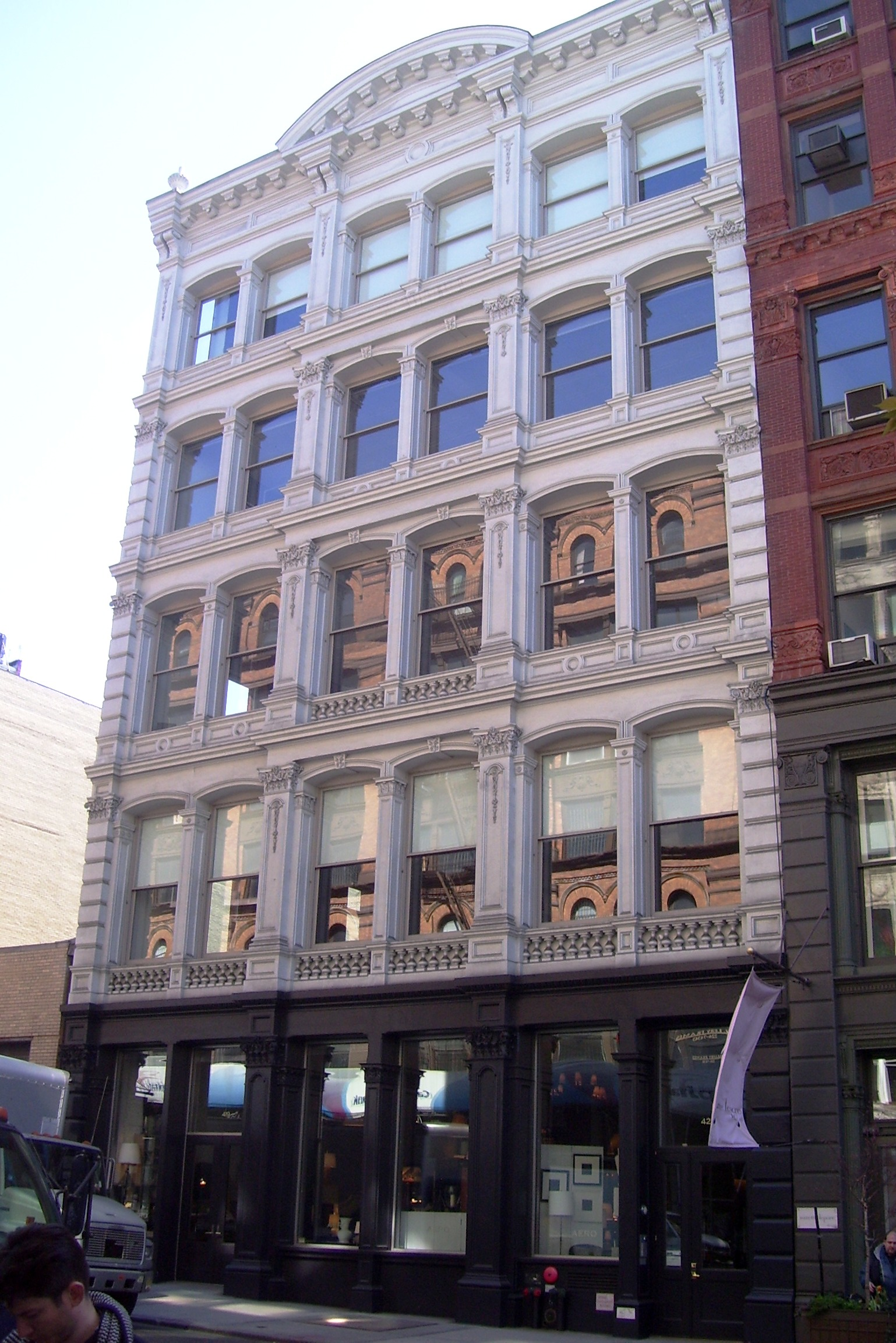
The Tulip Building, 421 Broome Street (2012)

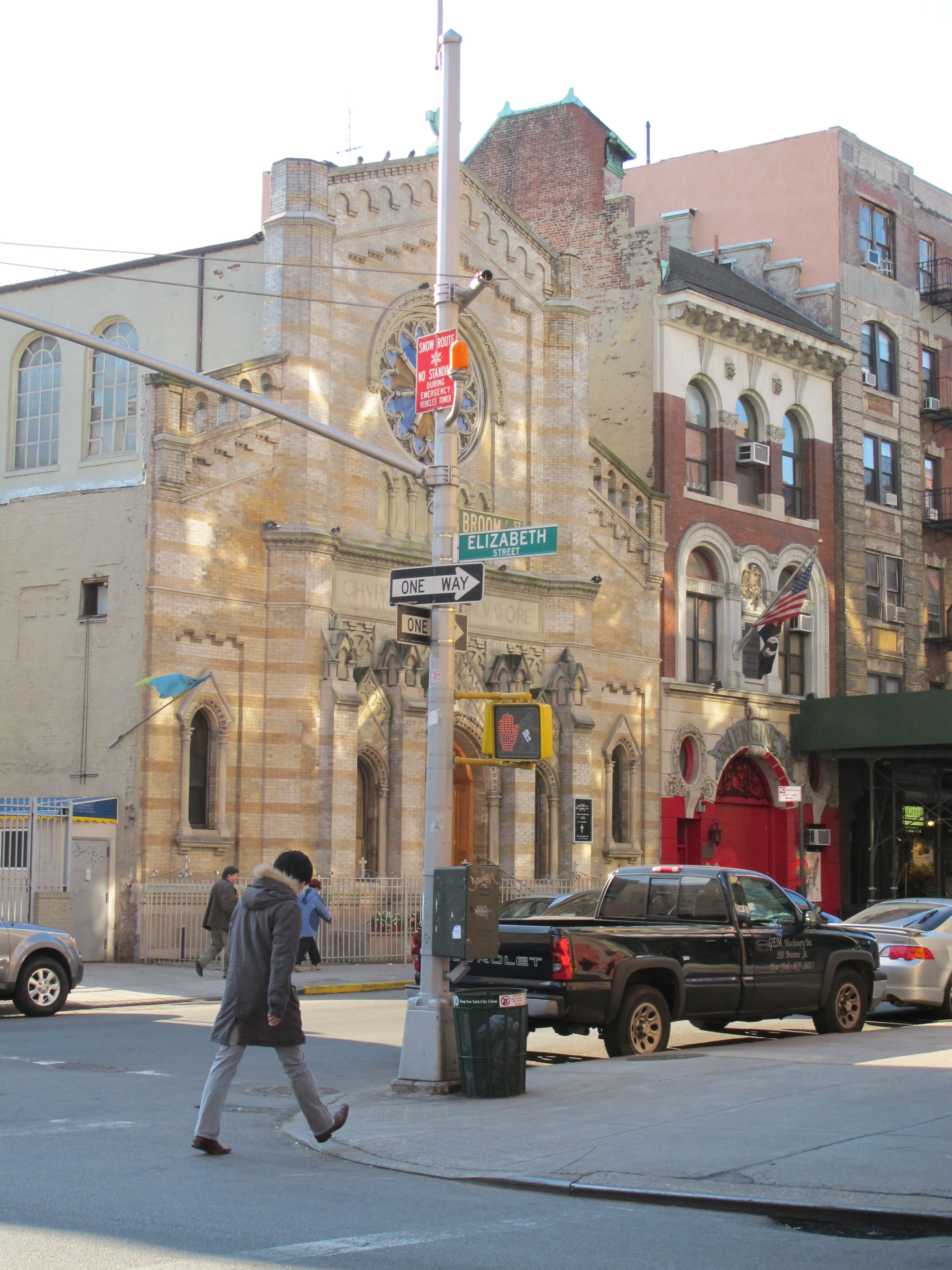
Broome Street, Ecke Elizabeth Street (2009)

Die Broome Street ist eine ost-westlich verlaufende Straße in Lower Manhattan, New York City, USA.

## Lage und Verlauf
Die Straße erstreckt sich fast über die gesamte Breite der Insel – von der Hudson Street im Westen zur Lewis Street im Osten. Die Straße wird mehrmals durch Parks und Gebäude unterbrochen. Für die Architektur entlang der Broome Street ist der Einsatz von Gusseisen charakteristisch. Sie wurde stark beeinflusst durch Griffith Thomas, der verschiedene Gebäude entlang der Broome Street entwarf – darunter das Gunther Building.

## Geschichte
Die Straße wurde nach dem Politiker John Broome (1738–1810) benannt, einem ehemaligen New Yorker Stadtrat, der 1804 Lieutenant Governor of New York war.
Mitte des 20. Jahrhunderts wurde die Broome Street als Straße für den Lower Manhattan Expressway vorgeschlagen, der die Straße durch eine 10-spurige Stadtautobahn ersetzt hätte, der auch alle Gebäude auf der Nordseite der Straße zum Opfer gefallen wären.

## Trivia
Im 4. Stock des Hauses 421 Broome Street, dem sogenannten Tulip Building, befand sich die letzte Wohnung des Schauspielers Heath Ledger. Am 22. Januar 2008 wurde er dort tot aufgefunden.